# Yanick Lahens
Yanick Lahens (ur. 22 grudnia 1953 w Port-au-Prince)  – haitańska pisarka pisząca po francusku, laureatka nagrody Prix Femina.

## Życiorys
Jako dziecko z wyższych sfer, Lahens chodziła do szkoły u sióstr zakonnych Institution Sainte Rose de Lima; do tego uczęszczała do szkoły baletowej prowadzonej przez uczennicę choreograf Katherine Dunham, gdzie nauka tańca z ludowymi elementami była jej pierwszą stycznością z kulturą Afryki. Edukację dokończyła we Francji: wyjechała do Paryża, gdzie ukończyła szkołę i literaturoznawstwo na Sorbonie. Po powrocie na Haiti wykładała literaturę na uniwersytecie w Port-au-Prince do 1995 roku, po czym pracowała dla Ministerstwa Kultury. W 1998 roku prowadziła w Ministerstwie projekt Route de l’esclavage, który dotyczył historii niewolnictwa na Haiti, pisała także artykuły do magazynów takich jak „Chemins critiques”, „Cultura” i „Boutures”.
Choć Lahens od dawna tworzyła teksty naukowe, jej twórczość artystyczna rozwinęła się stosunkowo późno: pierwszy zbiór opowiadań ukazał się w 1994 roku, a pierwsza powieść w 2000 roku. Regularnie pisze opowiadania, w których często pojawiają się wątek przemocy wobec kobiet i problemów życia w mieście. Jej powieść Bain de lune to historia czterech pokoleń wiejskiej rodziny na Haiti opowiedziana głosem dwóch narratorów: trzecioosobowa narracja przedstawia jej losy zdeterminowane przez mężczyzn, a drugi, pierwszoosobowy narrator wprowadza subiektywny, żeński punkt widzenia. Ostatnia powieść Lahens, wydane w 2018 roku Błogie powroty, to wielowątkowa historia tocząca się we współczesności, w stolicy Haiti.
W 2010 roku Lahens przyleciała do Nantes, by z merem miasta położyć kamień węgielny pod budowę Pomnika Zniesienia Niewolnictwa. W październiku 2018 roku przyjechała do Polski, gdzie była gościem Conrad Festival w Krakowie.
Lahens angażuje się w wiele projektów społecznych, takich jak walka z analfabetyzmem. Jest jednym z założycieli Związku Literatów Haiti, który organizuje spotkania w szkołach wspierające rozwój czytelnictwa.

## Nagrody i odznaczenia
W 2013 roku Lahens została laureatką nagrody Prix littéraire des Caraïbes za Guillaume et Nathalie. Rok później otrzymała francuską nagrodę Prix Femina za powieść Bain de lune i została odznaczona Orderem Sztuki i Literatury klasy oficera przez rząd francuski.

## Dzieła

### Zbiory opowiadań
- Tante Résia et les Dieux, nouvelles d’Haïti, 1994
- La Petite Corruption, 1999
- La Folie était venue avec la pluie, 2006[1]

### Powieści
- Dans la Maison du père, 2000
- La Couleur de l’aube, 2008
- Guillaume et Nathalie, 2013
- Bain de lune, 2014
- Błogie powroty, 2018 (Douces déroutes, przekład Jacek Giszczak, wydawnictwo Karakter)